# Aristide Bancé
Aristide Bancé (Abidjan, 19 september 1984) is een Burkinees-Ivoriaans betaald voetballer die bij voorkeur als aanvaller speelt. Hij is in België bekend als aanvaller van KSC Lokeren, waar hij speelde van 2003 tot 2006. 

## Clubcarrière
Bancé werd geboren in Abidjan, Ivoorkust, maar verhuisde in zijn jeugd naar Burkina Faso. Hij werd bekend met periodes bij KSC Lokeren, FC Augsburg en 1.FSV Mainz 05. Hij tekende in september 2014 een contract voor vier maanden bij HJK Helsinki. Dat lijfde hem transfervrij in na de ontbinding van zijn contract bij FC Augsburg. In februari 2015 tekende hij een contract tot het einde van het kalenderjaar bij Irtysj Pavlodar uit Kazachstan. Hij speelde in Zuid-Afrika en Letland voor hij begin 2017 bij ASEC Mimosas in Ivoorkust kwam waarmee hij landskampioen werd. In zijn volledige loopbaan heeft Bancé tot dusver voor 20 verschillende clubs gespeeld, inclusief jeugdteams.

## Interlandloopbaan
Bancé debuteerde in 2003 in het Burkinees voetbalelftal. Hij speelde op de Afrika Cup 2012, Afrika Cup 2013, Afrika Cup 2015 en Afrika Cup 2017.

## Clubstatistieken
| seizoen | club                        | land                                  | competitie            | duels | goals |
| ------- | --------------------------- | ------------------------------------- | --------------------- | ----- | ----- |
| 2002/03 | Santos FC Ouagadougou       | Vlag van Burkina Faso                 | Première Division     | 16    | 9     |
| 2003/04 | KSC Lokeren Oost-Vlaanderen | Vlag van België                       | Jupiler League        | 21    | 5     |
| 2004/05 | KSC Lokeren Oost-Vlaanderen | Vlag van België                       | Jupiler League        | 28    | 6     |
| 2005/06 | KSC Lokeren Oost-Vlaanderen | Vlag van België                       | Jupiler League        | 28    | 15    |
| 2006/07 | Metalurg Donetsk            | Vlag van Oekraïne                     | Vysjtsja Liha         | 12    | 2     |
| 2007/08 | → Germinal Beerschot        | Vlag van België                       | Jupiler League        | 10    | 0     |
| 2007/08 | → Kickers Offenbach         | Vlag van Duitsland                    | 2. Bundesliga         | 10    | 4     |
| 2008/09 | 1.FSV Mainz 05              | Vlag van Duitsland                    | 2. Bundesliga         | 32    | 14    |
| 2009/10 | 1.FSV Mainz 05              | Vlag van Duitsland                    | Bundesliga            | 30    | 10    |
| 2010/11 | Al-Ahli FC                  | Vlag van Verenigde Arabische Emiraten | VAE Liga              | 7     | 2     |
| 2010/11 | → Umm-Salal SC              | Vlag van Qatar                        | Qatari League         | 8     | 4     |
| 2011/12 | → Samsunspor                | Vlag van Turkije                      | Süper Lig             | 20    | 5     |
| 2012/13 | FC Augsburg                 | Vlag van Duitsland                    | Bundesliga            | 21    | 1     |
| 2013/14 | → Fortuna Düsseldorf        | Vlag van Duitsland                    | 2. Bundesliga         | 16    | 2     |
| 2014    | HJK Helsinki                | Vlag van Finland                      | Veikkausliiga         | 6     | 1     |
| 2015    | Irtysj Pavlodar             | Vlag van Kazachstan                   | Premjer-Liga          | 11    | 2     |
| 2015/16 | Chippa United               | Vlag van Zuid-Afrika                  | Premier Soccer League | 16    | 3     |
| 2016    | Riga FC                     | Vlag van Letland                      | Virslīga              | 7     | 1     |
| 2016/17 | ASEC Mimosas                | Vlag van Ivoorkust                    | Ligue 1               | 26    | 13    |
| 2017    | Al-Masry                    | Vlag van Egypte                       | Premier League        | 19    | 8     |
| Totaal  | Totaal                      | Totaal                                | Totaal                | 316   | 100   |

## Erelijst
HJK Helsinki
- Landskampioen

2014
 ASEC Mimosas
- Landskampioen

2017
 Burkinees voetbalelftal
- Afrika Cup

 2013,  2017